# Брюква
Брю́ква — двулетнее растение с крупным корнеплодом, имеющее важное пищевое и кормовое сельскохозяйственное значение. В современной систематике на основе APG IV по состоянию на июнь 2023 года растение относится к виду Рапс (Brassica napus) рода Капуста (Brassica) семейства Капустные (Крестоцветные). В более ранних системах брюква фигурировала в качестве самостоятельного вида Brassica napobrassica, либо подвида различных родственных видов — Brassica campestris var. napobrassica (Капуста полевая разновидность брюква), Brassica napus var. napobrassica (Рапс разновидность брюква), Brassica oleracea var. napobrassica (Капуста огородная разновидность брюква).
Даёт высокие урожаи на плодородных супесчаных и суглинистых почвах с хорошим увлажнением. Наиболее распространены сорта Красносельская и Шведская. Вегетационный период — 110—120 дней.

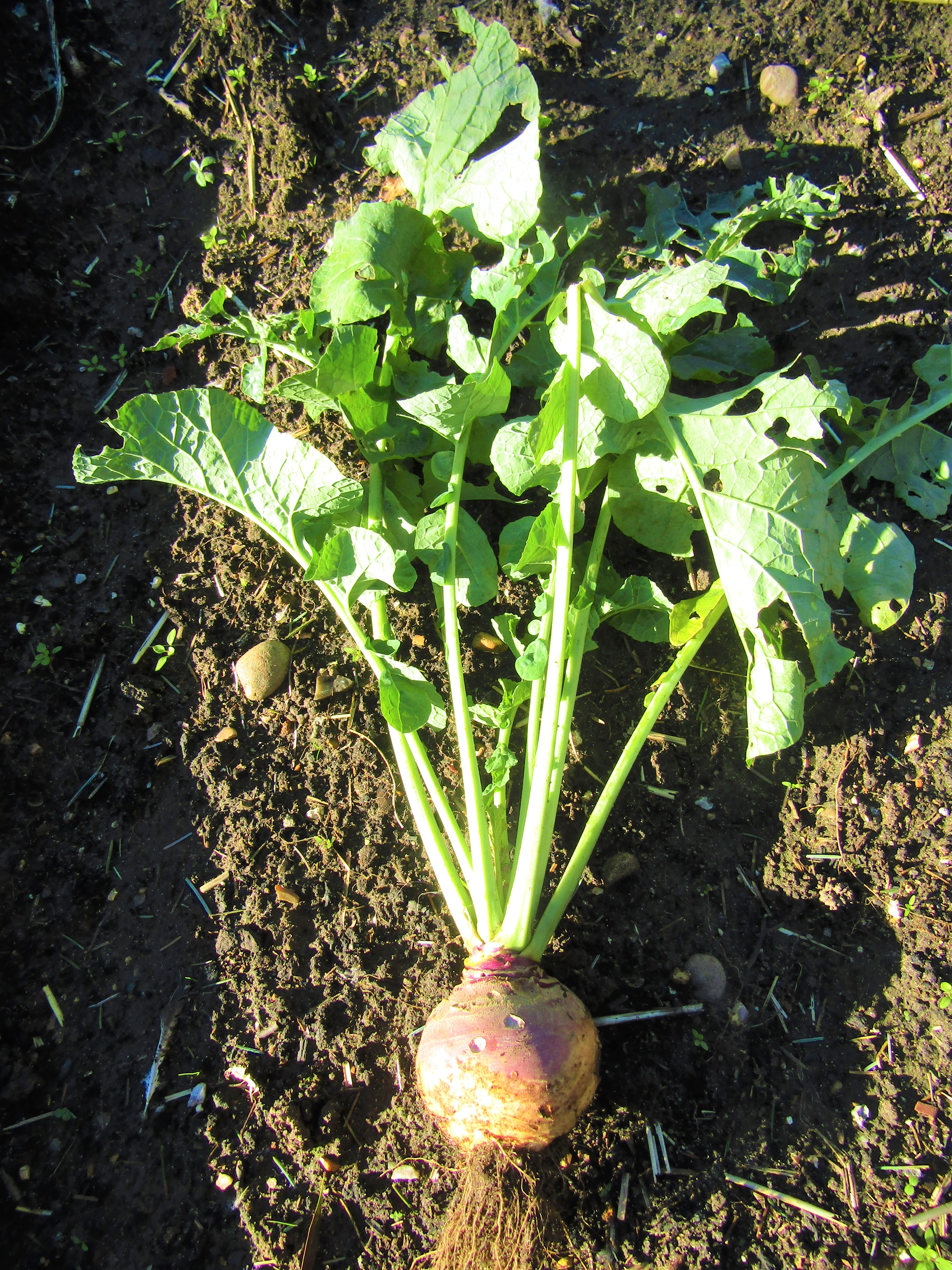
Свежевыкопанная брюква, выращенная на огороде в деревне Тримингем, Норфолк, Англия

В некоторых районах России известна под названиями бручка, бухва, бушма, галанка, грухва, желтуха, землянуха, калега, калива, каливка, калига, калика, немка, либо шведская репа. В обиходной речи в России «брюквой» иногда ошибочно называют кормовую свёклу — растение совершенно иного семейства.

## Ботаническое описание

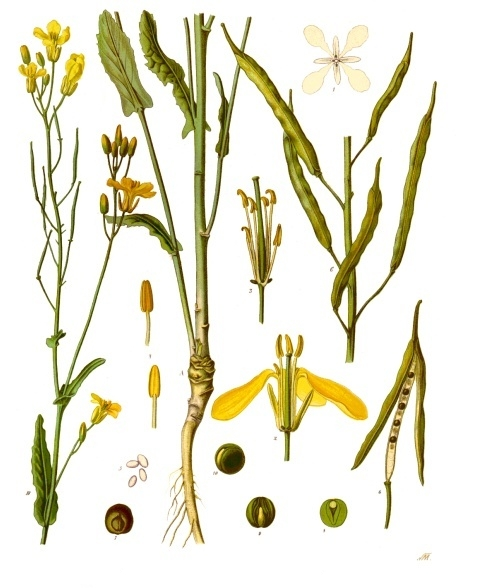

В первый год из семян брюквы развивается розетка листьев и корнеплод (мясистый корень), во второй — цветоносные побеги и семена.
Стебель прямой, высокий, облиственный.
Нижние листья лировидно-перистонадрезанные, редко опушённые или почти голые. У двулетних форм листья более крупные, в розетке. Средние стеблевые листья наполовину охватывают стебель, голые; верхние листья цельные, сидячие. Всё растение вместе с нижними листьями сизое.
Соцветие — кисть (в начале цветения цветки ниже бутонов). Лепестки золотисто-жёлтые; отгибы обратнояйцевидные, постепенно переходят в короткий ноготок, который короче отгиба и чашечки.
Плод — длинный многосемянный стручок, 5—10 см длиной, гладкий или слабо бугорчатый, на цветоножке 1—3 см длиной, восходящий или горизонтальный, боковые жилки створок мало заметны; носик тонко оттянуто-конический, 1—2 см длиной, бессемянный, реже с 1—2 семенами, составляет 1⁄5—1⁄6 длины створок. Семена шаровидные, тёмно-коричневые, слегка ячеистые, до 1,8 мм в диаметре.
Масса 1000 семян колеблется от 2,50 до 3,80 г, длина и ширина их от 1,30 до 2,30 мм, толщина от 1,20 до 2,10 мм. Число хромосом 2n= 38.
Форма корнеплодов в зависимости от сорта бывает округлая, овальная, цилиндрическая и округло-плоская. Мякоть жёлтая (разных оттенков) или белая, кожица в верхней части корнеплода, выступающей над поверхностью почвы — серо-зелёная или фиолетово-красная, в остальной части — жёлтая. Окраска коры и мякоти — сортовой признак.
|                                                    |  |  |  |
| Слева направо: лист, стручок, соцветие, корнеплоды |  |  |  |

## Химический состав
Содержит 7,3 % углеводов, 1,1 % белков, 0,16 % жиров (горчичное масло), клетчатку, крахмал, пектины, витамины B1, B2, PP, C, каротин, никотиновую кислоту, минеральные соли (калий, серу, фосфор, железо, кальций).
В отличие от репы, в брюкве больше минеральных веществ, она превосходит репу и все остальные корнеплоды по содержанию витамина C, который к тому же отличается высокой стойкостью при зимнем хранении и варке.

## Применение

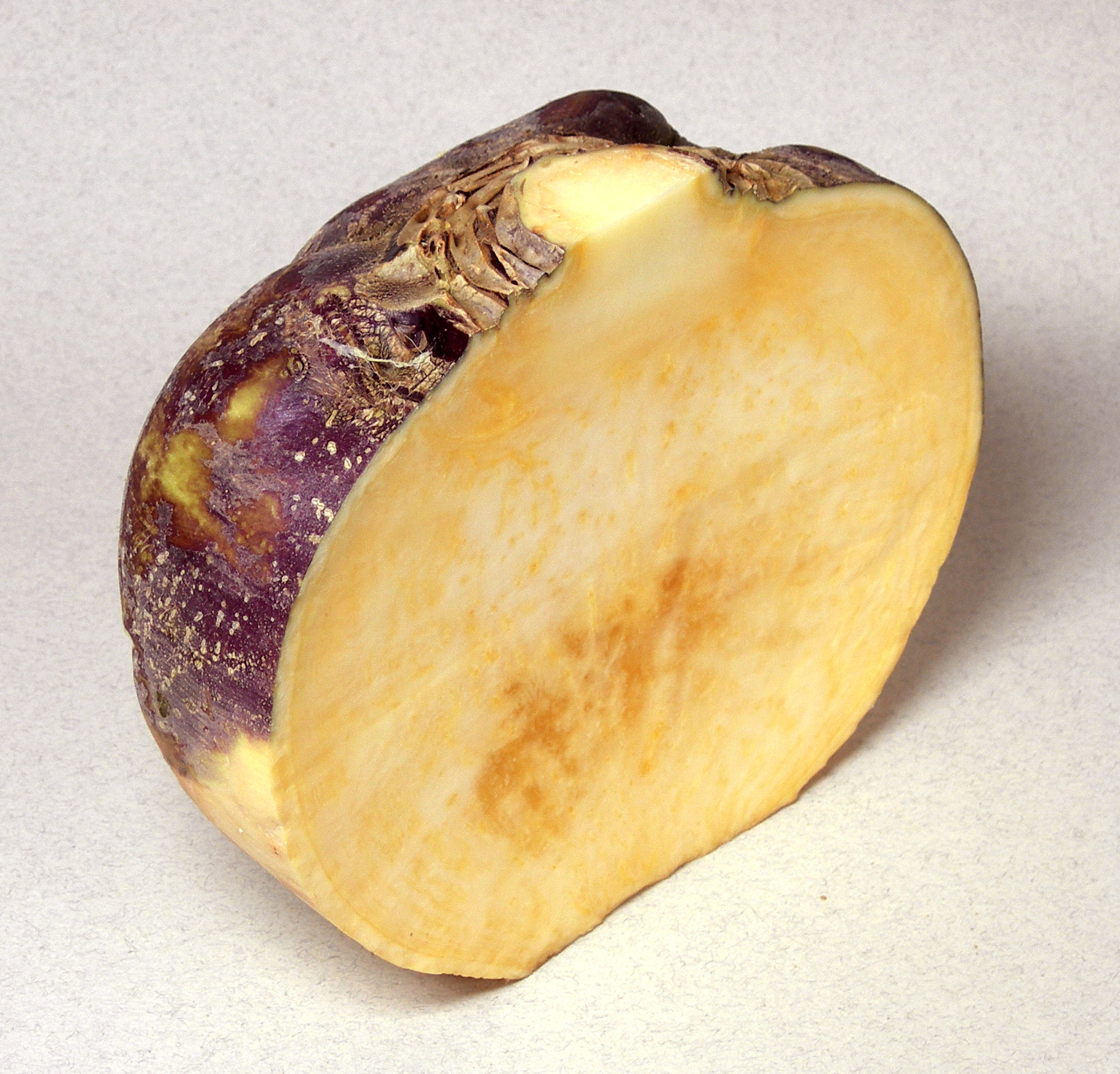
Корнеплод

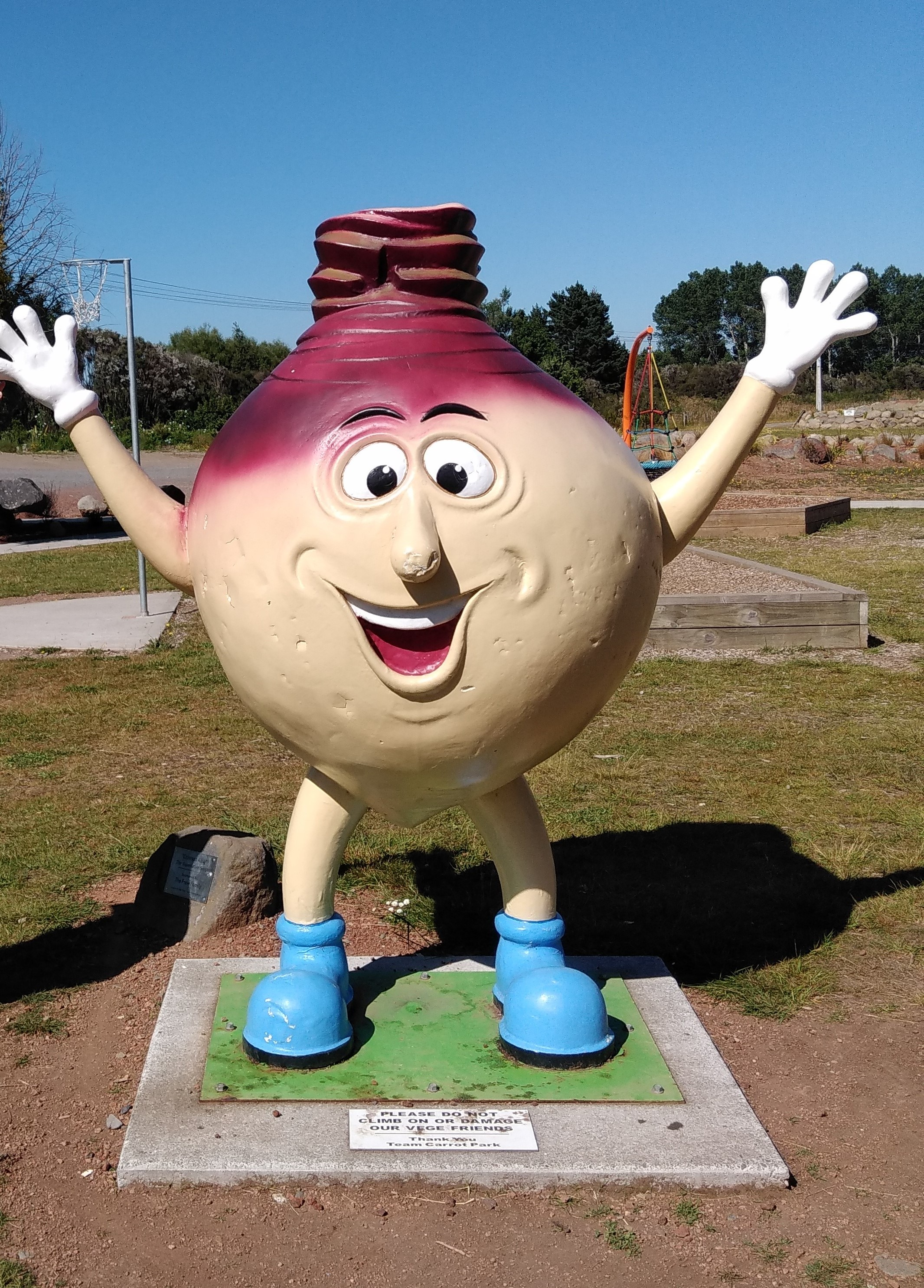
Брюква из стекловолокна на детской площадке в Морковном парке, Охакуне

### В культуре
Есть предположение, что брюква впервые появилась в Средиземноморье от случайного скрещивания листовой капусты и одной из форм репы. Одни учёные утверждают, что о брюкве не было письменных упоминаний до 1620 г. Именно тогда брюкву впервые описал швейцарский ботаник Каспар Баугин, который в своей работе Prodromus theatri botanici отмечал, что в диком виде растение растёт в Швеции. Сторонники другой теории полагают, что брюква — уроженка сибирского региона России, откуда она и попала в Скандинавию. Существуют противоречивые сведения о том, как брюква попала в Англию. Некоторые источники говорят, что она прибыла в Англию через Германию, в то время как другие источники подтверждают шведское происхождение. По словам Джона Синклера, корнеплоды прибыли в Англию из Германии около 1750 года. Брюква прибыла в Шотландию через Швецию около 1781 года.
Особенно полюбили брюкву в Швеции, Германии и Финляндии. Брюква была любимым овощем немецкого писателя Гёте. Аналог русской сказки про репку в Германии — сказка о брюкве и горном духе Рюбецале, неправильно переведённая как «Репосчёт» (вместо «Брюквосчёт»). Ошибка объясняется сходным звучанием слов репа и брюква в немецком языке: брюкву немцы до сих пор называют белой репой.
Возделывается также и на корм скоту. По цвету корня различают жёлтомясые сорта, используемые как столовые, и беломясые, более грубые, кормовые.
Брюква растение холодостойкое, лучшая температура для формирования корнеплодов +15 — +18 °С. Семена начинают прорастать при +1 — +3 °С (оптимальная температура +12 — +17 °С), всходы выдерживают кратковременные заморозки до −4 °C. Брюква может переносить и длительную жару в сочетании с засухой, но при этом её корнеплоды становятся деревянистыми и невкусными, поэтому в южных районах её высевают одной из первых культур, чтобы урожай успел созреть до наступления жары.
Цветущие семенники брюквы дают пчёлам нектар и обножку.

## В кулинарии

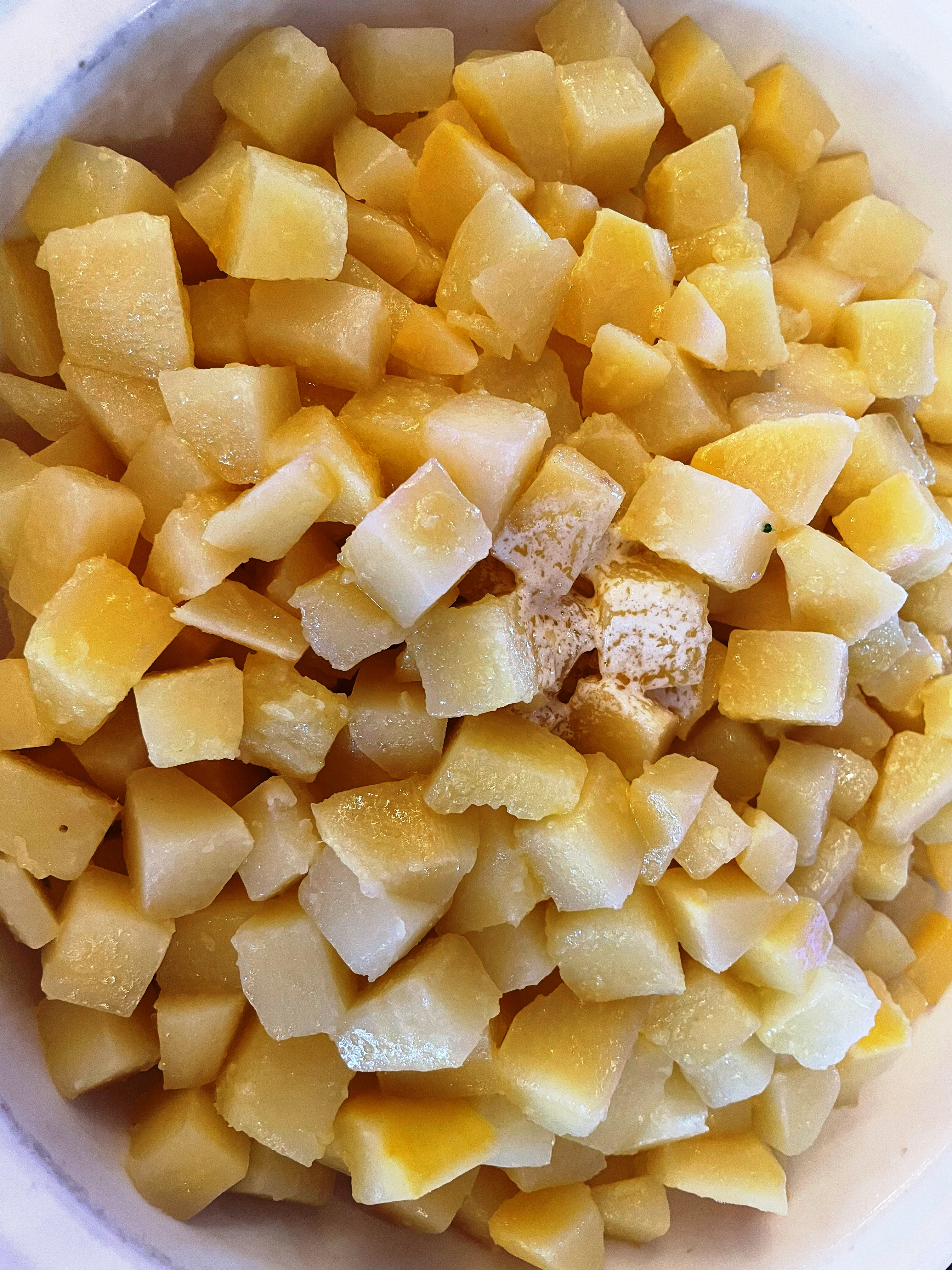
Варёная брюква со сливочным маслом

Брюква во многом сходна с репой, но по питательности превосходит её. В пищу брюкву используют в сыром виде (салаты), а также после тепловой обработки (в тушёном, жареном и варёном виде). Брюква хороша в сочетаниях с другими овощами в овощных рагу. На севере Германии из брюквы готовят сытный густой брюквенный айнтопф и подают брюквенное пюре на гарнир. В удмуртской кухне используется для приготовления пирогов с начинкой из брюквы (сяртчынянь), также тушится в кастрюле в печи (парёнка). Как приправу можно использовать свежую ботву брюквы в салатах, а сушёную ботву — в супах и соусах.

## Подвиды и сортогруппы
- Куузику (кузику, кузика) — кормовая брюква. Сорт выведен агрономом опытного хозяйства Эстонского НИИ животноводства и ветеринарии Лембитом Лянтсом. Он посеял семена кормовой капусты, привезённые из ГДР. Однако помимо не сворачивающихся в кочан листьев у растений стало расти утолщённое корневище. Гибрид назвали по имени посёлка Института земледелия и мелиорации ЭССР, где он был выведен. Сейчас сорт на грани исчезновения [9] [10].